# Inheaven
Inheaven est un groupe britannique de rock indépendant, originaire du sud de Londres, en Angleterre, actif entre 2014 et 2018.

## Histoire
Formé en 2014, le groupe sort son premier single Regeneration en 2015 via le label Cult Records de Julian Casablancas. Le single est soutenu par les DJ de BBC Radio 1/BBC6 Music Annie Mac, Phil Taggart, Steve Lamacq et Chris Hawkins. Le groupe figure dans les listes du magazine DIY et de XFM à surveiller en 2016, et le NME le qualifie de « l'un des nouveaux groupes les plus excitants du Royaume-Uni ». Le groupe arrive également en tête du sondage des lecteurs de DIY en 2016, arrivant à la première place pour le titre de l'année, à la deuxième place pour le groupe de l'année et à la quatrième place pour le meilleur groupe de scène de l'année.
Ils passent la majorité de 2016 et 2017 à faire la première partie d'artistes tels que Sundara Karma, Circa Waves, Jamie T, Blossoms, Yak et The Magic Gang et jouent dans un certain nombre de festivals internationaux, notamment Reading et Leeds, Glastonbury et Bilbao BBK Live Festival, terminant l'année avec un concert en tête d'affiche à guichets fermés au Scala de Londres.
Le 1er septembre 2017, le groupe sort son premier album, salué par la critique, le NME le qualifiant de « premier album indie le plus dangereusement excitant » En 2018, le groupe sort le single Sweet Dreams Baby en soutien à sa tournée de 20 dates aux États-Unis avec Pale Waves. À la veille de Noël 2018, Inheaven annonce sa séparation. Les membres Chloe Little et James Taylor sortent ensuite des singles sous le nom de Wings of Desire.
En août 2023, James Taylor et Chloe Little se marient à l'hôtel Baskerville Hall, dans le Herefordshire. 

## Discographie

### Albums studio
- 2017 : Inheaven

### Singles
- 2015 : Regeneration
- 2015 : Slow
- 2016 : Tangerine
- 2016 : Meat Somebody
- 2017 : Wasted My Life on Rock n Roll
- 2017 : Vultures
- 2017 : World on Fire
- 2017 : Stupid Things